# Forcipomyia fusicornis
Forcipomyia fusicornis är en tvåvingeart som först beskrevs av Daniel William Coquillett 1905.  Forcipomyia fusicornis ingår i släktet Forcipomyia och familjen svidknott. Inga underarter finns listade i Catalogue of Life.